# Metafora
La metafora (dal greco μεταφορά, da metaphérō, «io trasporto») in linguistica è un tropo, ovvero una figura retorica che si basa su una similitudine per analogia ed in base alla quale un vocabolo o una locuzione sono utilizzati per esprimere un concetto diverso da quello che normalmente significano. Si ha quando, al termine che normalmente occuperebbe il posto nella frase, se ne sostituisce un altro la cui "essenza" o funzione va a sovrapporsi a quella del termine originario creando, così, immagini di forte carica espressiva.

## Esempi storici
Aristotele, nella Poetica, definisce la metafora "trasferimento a una cosa di un nome proprio di un'altra o dal genere alla specie o dalla specie al genere o dalla specie alla specie o per analogia". Fa poi i seguenti esempi: esempio di metafora dal genere alla specie, "ecco che la mia nave si è fermata", giacché "ormeggiarsi" è un certo "fermarsi"; dalla specie al genere, "e invero Odisseo ha compiuto mille e mille gloriose imprese", giacché "mille" è "molto" e Omero se ne vale invece di dire "molte"; da specie a specie, "con il bronzo attingendo la vita" e "con l'acuminato bronzo tagliando", giacché là il poeta chiama "attingere" il "recidere", mentre nel secondo caso chiama "recidere" l'"attingere", perché ambedue i verbi rientrano nel toglier via qualcosa"… (1457b).
Nel Canzoniere Francesco Petrarca scrive «Erano i capei d'oro a l'aura sparsi». Questo verso letteralmente significa "erano i capelli d'oro sparsi, cioè sciolti, al vento". I capelli in questione sono quelli di Laura, la donna amata da Petrarca che qui è evocata attraverso un particolare gioco di suono perché se anziché leggere "a l'aura" leggessi "a Laura", i capelli d'oro, anziché essere sciolti al vento sarebbero sciolti a Laura. Quindi è chiaro che Petrarca ha usato questa espressione proprio per creare questa ambiguità, questo doppio significato possibile, anche perché al tempo di Petrarca l'apostrofo non si adoperava e la scrittura era continua quindi davvero non sappiamo se l'aura significasse Laura. Ora però dobbiamo analizzare i capelli che non possono essere d'oro. I capelli sono biondi, o al massimo potremmo aggiungere che sono biondi come l'oro. Per metafora l'espressione "d'oro" passa a significare biondi. Questo passaggio avviene attraverso il riferimento silenzioso ed implicito ad un termine medio comune a tutti e due i significati. Quindi dobbiamo analizzare cos'hanno in comune l'oro e il biondo e cioè il colore giallo, ed è proprio questo termine che consente la metafora cioè il passaggio da una parola all'altra. Il passaggio di significato applicato silenziosamente ed implicitamente da Petrarca è questo: i capelli di Laura sono biondi, il biondo ha in comune l'oro e il giallo e allora io posso dire che i capelli di Laura sono come l'oro anzi potremmo dire che sono l'oro. Dunque possiamo dire che la metafora è una similitudine senza il come.
Un altro esempio è un verso della poesia X agosto di Giovanni Pascoli che dice «Anche un uomo tornava al suo nido». Un uomo non può tornare al nido ma è molto evidente che qui nido è una metafora per casa. La casa e il nido hanno in comune il fatto di essere dei luoghi che proteggono, insomma la casa per gli uomini è come un nido che protegge. Anzi eliminiamo il come, la casa è un nido che protegge. 
La metafora ebbe grande fortuna nel XVI secolo, nella cultura e più specificamente nella letteratura barocca (l'arte parte dalla natura, ma la trasfigura). Particolare è la metafora del decadentismo, la quale non si sovrappone al termine, ma ha la funzione di sostituirlo con un altro, di significato differente. Tra i più grandi teorici della metafora poetica in età contemporanea si ricordano Harald Weinrich e Paul Ricœur.

## Descrizione
La metafora in genere si basa sulla esistenza di un rapporto di somiglianza tra il termine di partenza e il termine metaforico, ma il potere evocativo e comunicativo della metafora è tanto maggiore quanto più i termini di cui è composta sono lontani nel campo semantico. Nella linguistica cognitiva, la metafora concettuale è definita come la comprensione di un dominio concettuale nei termini di un altro, per esempio l'esperienza di vita di una persona nei confronti dell'esperienza di un'altra persona.
Le metafore sono usate tanto nella lingua quotidiana (e sono dette, in questo caso, catacresi) quanto in quella poetica. Nella lingua poetica, la distanza tra espressione letterale e senso figurato può essere piccola ("capelli d'oro" per "capelli biondi come l'oro") e permettere quindi una facile decodifica o invece ampia, di modo che la metafora risulta più difficile da interpretare, ad esempio, in Dante, "fonte ond'ogne ver deriva", cioè 'fonte da cui deriva ogni cosa vera', metafora per Dio. Le metafore sono inoltre frequentissime in poesia, ma non sono presenti solo nei testi poetici.  

## Differenze con altre figure retoriche
La metafora è diversa dalla metonimia, perché questa associa due cose simili, mentre la prima mette in relazione, spesso facendole stridere, due cose diverse. La metafora si distingue anche dall'allegoria, perché quest'ultima rimanda soprattutto a un piano concettuale, o a un'idea, mentre la metafora si riferisce per lo più a una relazione fra due cose o fra due nomi. L'allegoria è stata anche definita come "metafora continuata", attribuendo con tale definizione alla metafora un riferimento immediato e all'allegoria uno sviluppo narrativo.
Differisce dalla similitudine retorica per l'assenza di avverbi di paragone o locuzioni avverbiali ("come") e per questo è anche detta "similitudine abbreviata". È tradizionalmente annoverata tra le figure di significato.